# Objectiu Canon EF 50 mm

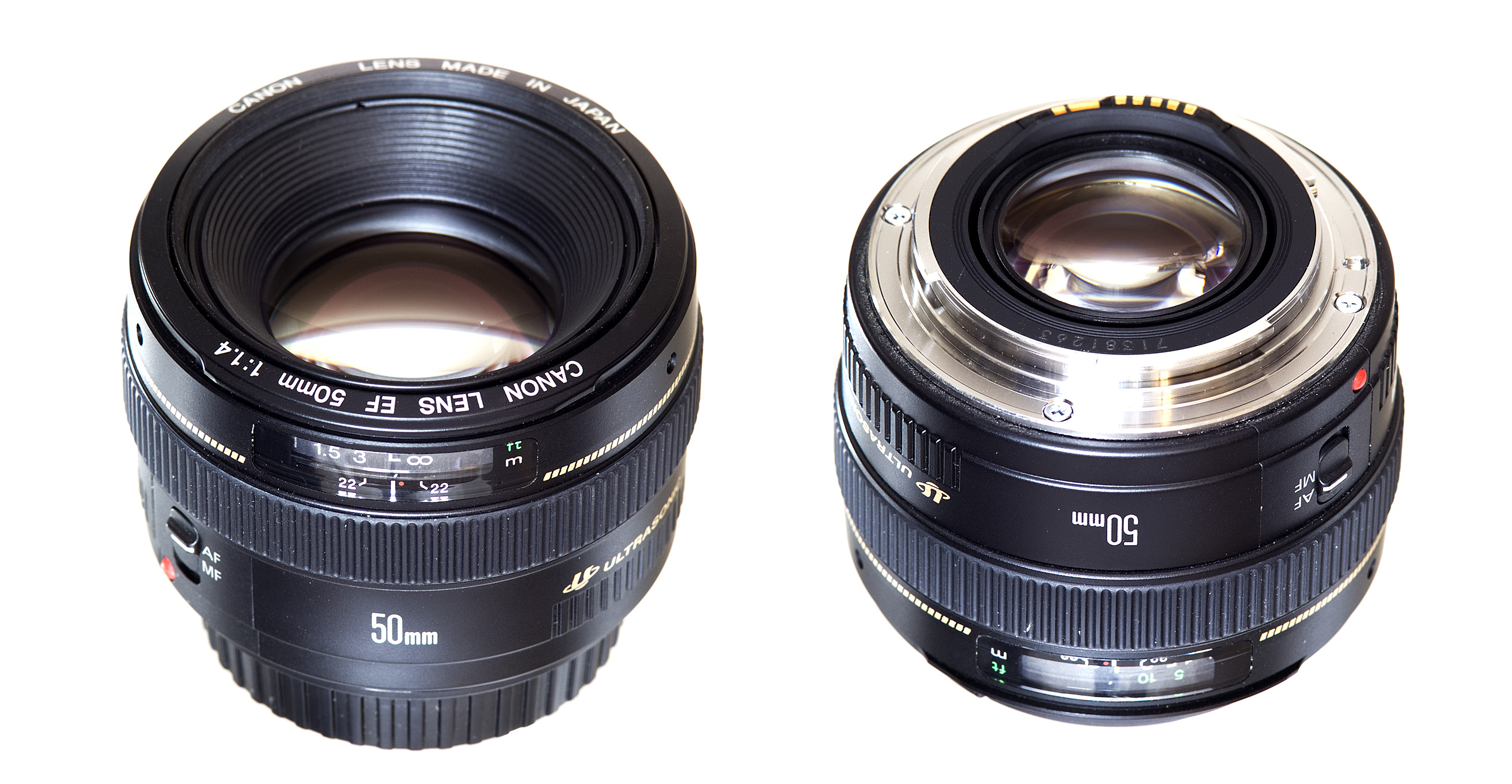
Vista frontal i posterior d'un Canon EF50mm f/1.4 USM

Les lents EF 50 mm es tracten d'un grup d'objectius denominats normals fabricats per la corporació multinacional Canon. La característica en comú que comparteixen totes les lents es que tenen la mateixa distància focal. Aquestes lents es basen en la clàssica lent de Gauss doble, amb la f/1.8 el qual és un doble Gauss estàndard de sis elements amb un espai d'aire i potències entre els elements 2 i 3 i els seus cosins més ràpids que afegeixen elements addicionals. La distància focal de 50 mm, és considerada la perspectiva amb la que veiem amb l'ull humà quan s'utilitza amb una pel·lícula de 35 mm o un sensor de fotograma complet.
La muntura de les lents Canon de 50 mm és del tipus EF la qual permet que les lents es puguin adaptar a la línia de càmeres Canon EOS. Quan aquesta es combina amb una lent reflex digital Canon amb un sensor de mida APS-C, el factor de retall la distància focal de 50 mm es converteix en un camp de visió de 80 mm.
Canon ha venut set objectius EF de 50 mm:
- f/1.0L USM[4] (discontinuat, reemplaçat pel f/1.2L USM)
- f/1.2L USM[5]
- f/1.4 USM[6]
- f/1.8[7] (discontinuat, reemplaçat pel f/1.8 II)
- f/1.8 II[1]
- f/1.8 STM[8]
- f/2.5 Compact Macro[9]

## EF50mm f/1.0L USM
El discontinu EF50mm f/1.0L USM es tracta d'una lent professional d'enfocament automàtic que forma part de la sèrie L. Al mercat de segona mà es ven fins i tot al doble del valor al valor original. Va ser la lent del tipus SLR més ràpida en producció durant la seva vida. Aquesta lent està format per un cos i una montura metàl·liques i les extremitats són de plàstic. També inclou un anell d'enfocament de goma ample que està esmorteït, una finestra de distància amb índex d'infrarojos i la possibilitat d'establir el rang d'enfocament des de 0,6 m o d'1m fins a l'infinit. Igual que l'EF 85 mm f/1.2L USM, aquest també utilitza un sistema electrònic anomenat "enfocament per cable" i requereix energia de la càmera amb la finalitat d'enfocar manualment. El diafragma compost per 8 fulles i l'obertura màxima de f/1.0 permeten a aquesta lent crear efectes com ara la profunditat de camp i suportar situacions on hi ha poca llum. La construcció òptica d'aquesta lent conté 11 elements de lents, incloent dos elements de lents asfèriques polides i també rectificades. Aquesta lent utilitza un sistema d'enfocament d'extensió frontal flotant el qual és alimentat per un motor de tipus anell USM. La part frontal no gira, però sí s'estén a l'hora d'enfocar.
Tot i el preu i la seva gran obertura màxima, l'1.0L no era una lent singularment nítida a cap obertura, i les dues opcions més econòmiques de 50 mm oferien una nitidesa molt millor quan es paraven més enllà d'uns f/2.8. Això, combinat amb l'elevat preu de producció i el baix volum de vendes, va fer que el 2000 es deixés de fabricar i finalment es va substituir per l'edició f/1.2.

## EF50mm f/1.2L USM
L'EF50mm f 1.2L USM és un objectiu professional de la sèrie L dissenyat amb la finalitat de substituir l'EF50mm f/1.0L USM. Està format a partir d'un cos i un muntatge metàl·lics i les extremitats són de plàstic. Aquesta lent inclou un anell d'enfocament de goma ample que s'esmorteeix, una finestra de distància amb un índex d'infrarojos i està totalment segellat a la intempèrie, quan s'afegeix un filtre a la part frontal. La capacitat de crear efectes com ara la profunditat de camp molt poc profund amb el fons suament borrós ve donat gràcies a un diafragma circular de 8 làmines i una obertura màxima de f/1,2. La construcció òptica d'aquesta lent conté 8 elements de lent, incloent un element esfèric polit. Aquesta lent utilitza un sistema d'enfocament d'extensió frontal flotant, el qual és alimentat per un motor de tipus anell USM. La part frontal de la lent en aquest cas no gira ni s'estén en enfocar.

## EF50 mm f/1,4 USM

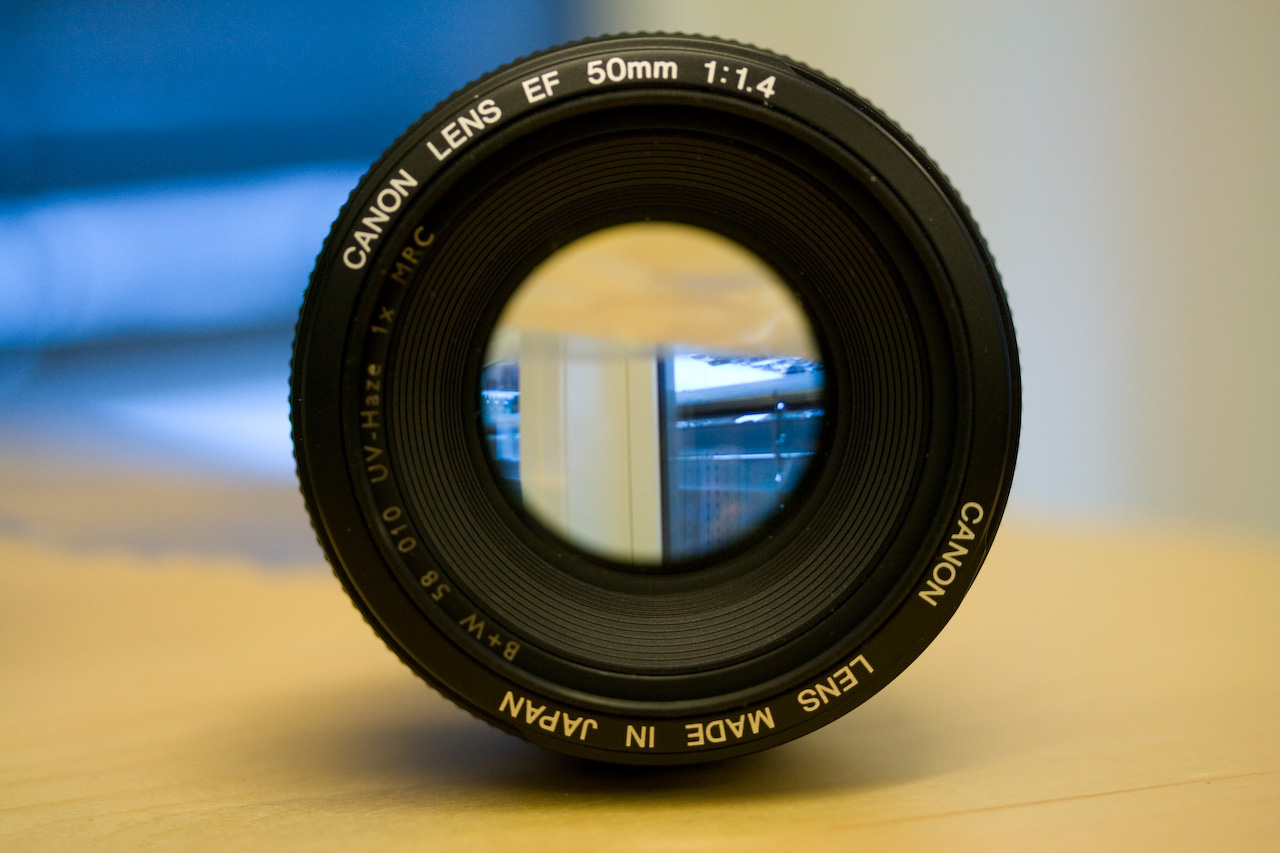
EF50mm f/1.4 USM, mostrant la seva gran obertura màxima; a f 1,4 i 50 mm, el diàmetre de la pupil·la d'entrada és de 35,7 mm.

L'EF50mm f/1.4 USM es tracta d'una lent de nivell de consumidor i també professional. És l'objectiu d'obertura f/1.4 més accessible econòmicament dels que fabrica Canon avui en dia. Està construït a partir d'un cos de plàstic i d'un suport metàl·lic. Aquesta lent té una finestra de distància amb un índex d'infrarojos. La creació d'efectes com ara la poca profunditat de camp en una imatge ve donat gràcies a un diafragma de 8 fulles i una obertura màxima de f/1,4. La construcció òptica d'aquesta lent conté 7 elements de lents, incloent 2 elements d'alta refracció, però pel contrari no ofereix cap element asfèric, d'alta dispersió o fluorur de calci. La lent utilitza un sistema d'enfocament d'extensió frontal, alimentat per un micro motor USM. Tot i que aquesta lent utilitza un motor micro USM, encara té disponible FTM (enfocament manual a temps complet). La velocitat d'enfocament automàtic d'aquesta lent és ràpida, però no tan ràpida com la majoria de les lents basades en l'anell USM. La part frontal de la lent no gira, sinó que s'estén fins a un centímetre aproximadament quan s'enfoca.

Encara que s'assembla a les lents d'anell USM pel que fa al funcionament, el motor micro-USM és molt propens a ser danyat degut als impactes que pugui rebre. Es recomanable pels propietaris de la lent que emmagatzemin la lent amb el canó completament retirat a la carcassa (és a dir, configurat per enfocar a l'infinit) per evitar danys en el motor AF durant l'emmagatzematge o el transport de la lent. Per una raó similar, es recomana l'ús d'un parasol quan l'objectiu està muntat en una càmera.

## EF50 mm f/1,8
L'EF50mm f/1.8 és una lent accessible econòmicamen (descatalogat el 1990), el qual ha estat substituït per l'EF50mm f/1.8 II. El cos és format de plàstic mentre que la montura de la lent és creada a partir d'acer inoxidable i també inclou una finestra de distància amb un índex d'infrarojos. Per tal de crear efectes com la profunditat de camp, ho aconseguim gràcies a una obertura màxima de 5 fulles de f/1,8. Tingueu en compte que aquesta carcassa i l'ús d'una obertura de 5 fulles es van compartir amb les lents EF28mm f 2.8 i EF35mm f 2, en el cas d'aquest últim per accelerar la data de llançament i mantenir els costos de producció baixos.
La construcció òptica de la lent està formada per 6 elements de lents, sense cap element especial. Aquesta lent utilitza un sistema d'enfocament d'extensió frontal, el qual és alimentat per un motor del tipus AFD. La part frontal de la lent no gira quan s'enfoca, la qual cosa la fa compatible amb polaritzadors circulars.
Encara que la velocitat d'enfocament automàtic és relativament ràpida però audible, malgrat el motor AFD, la lent segueix sent molt popular.
Pel seu baix preu (només es ven usat) i la seva qualitat òptica molt nítida, aquest objectiu ha aconseguit guanyar-se la preferència de molts fotògrafs. Òbviament, quan es dispara a f/1,8, aquest lent ofereix una poca profunditat de camp, que és útil per aïllar els subjectes envers un fons borrós (bokeh).

## EF50mm f/1.8 II

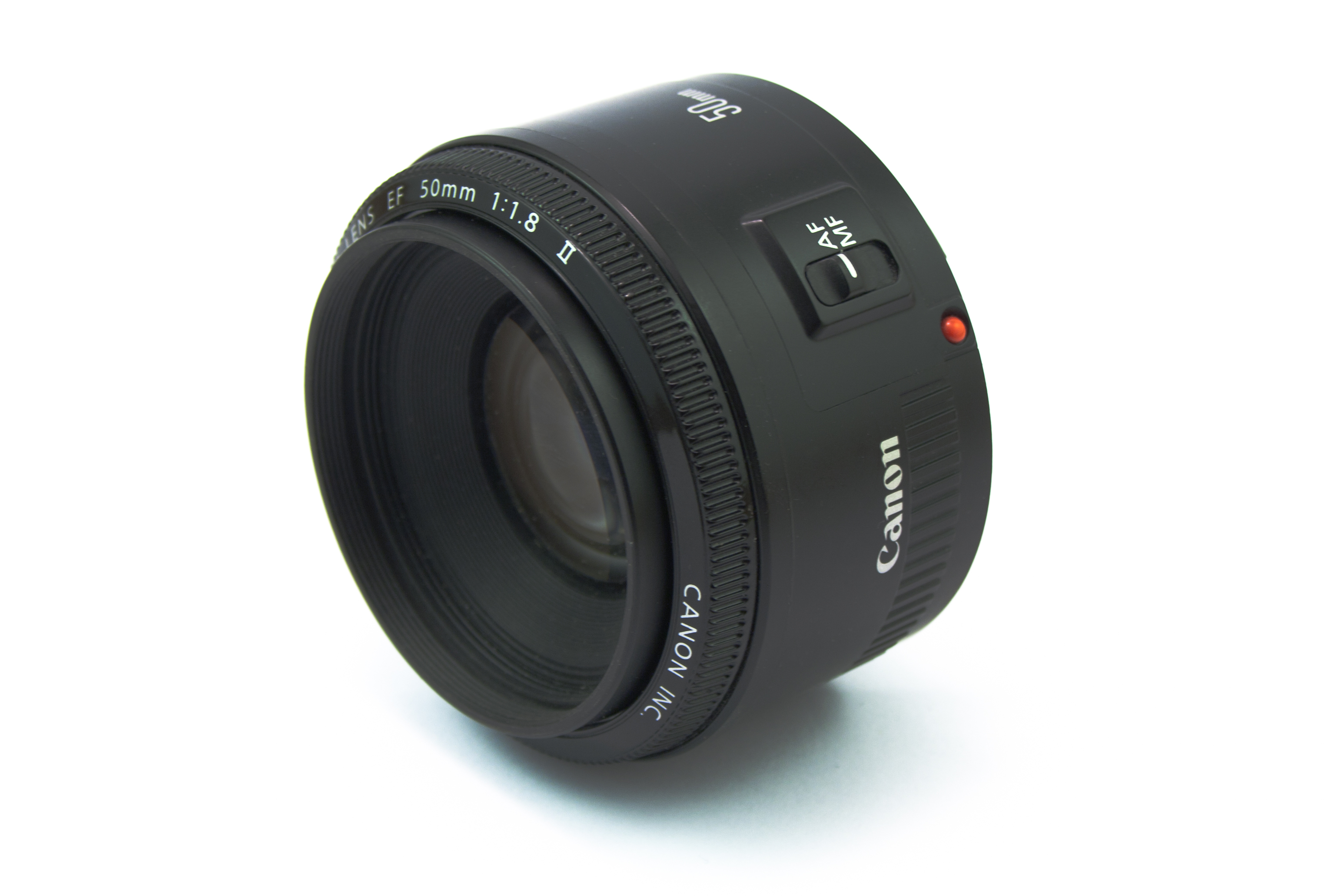
El EF50mm f/1.8 II

L' EF50mm f/1.8 II va substituir l' EF50mm f/1.8 el 1991, fins que va ser substituït per la versió EF50mm f/1.8 STM l'any 2015.
L'EF50mm f/1.8 II està formada per una montura de lent creada amb plàstic, a diferència de la montura metàl·lica de la lent original EF50mm f/1.8. L'anell original d'enfocament manual va ser substituït per un anell d'enfocament estret molt petit a la punta frontal d'aquesta i es van eliminar tant l'escala de distància com també l'etiqueta d'enfocament IR. Tot i això, la lent no pateix l'element de la lent frontal giratori i es pot utilitzar amb filtres polaritzadors. L'òptica d'ambdues lents és idèntica, amb 6 elements en 5 grups i un diafragma de 5 fulles, i ambdues lents tenen una rosca de filtre de 52 mm.
Degut al seu baix preu i la seva qualitat nítida de l'òptica, aquesta lent es va obtenir els sobrenoms de 'nifty fifty' i també de 'plastic fantastic'. Quan amb la càmera es dispara a f/1.8, aquesta ens ofereix una profunditat de camp molt baixa, que és beneficiosa per aïllar els subjectes contra un fons borrós (bokeh).

## EF50 mm f/1,8 STM
Canon va presentar l'EF50mm f/.8 STM el 10 de maig de l'any 2015. Aquesta lent utilitza el mecanisme d'enfocament denominat STM (Stepper Motor) creació de Canon, el qual admet el mode d'enfocament automàtic "Movie Servo". La lent conté una muntura metàl·lica i també una obertura arrodonida de set fulles. 49mm és la mida del seu diàmetre de filtre, el qual és el més petit entre totes les lents de la família.

## EF50mm f/2.5 Macro compacte

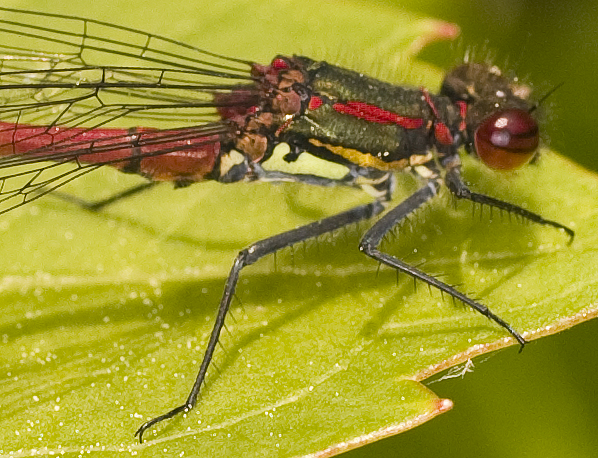
Primer pla fet amb una macro compacta de 50 mm

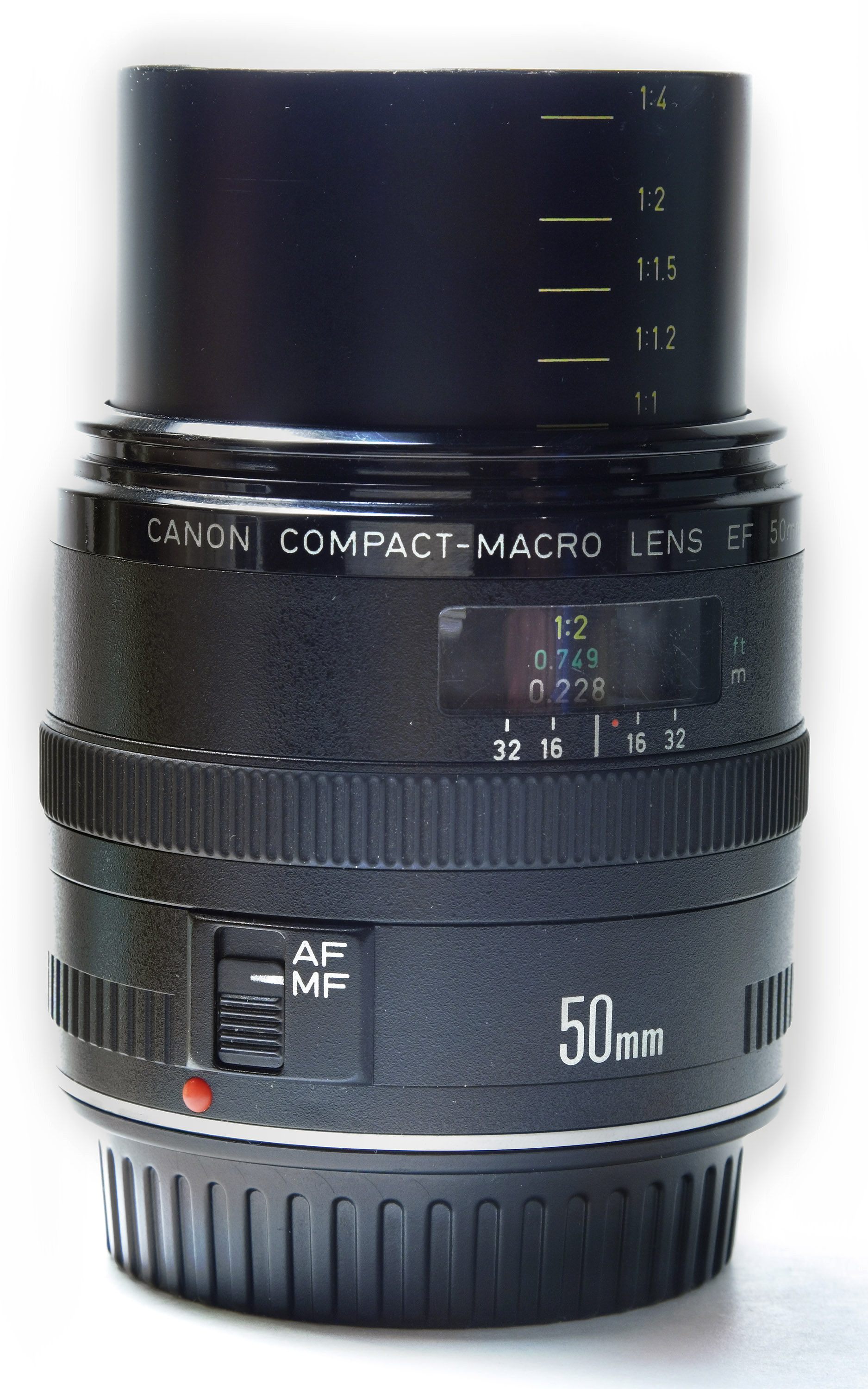
Canon EF50mm f 2.5 Macro compacte amb canó de lent interior estès

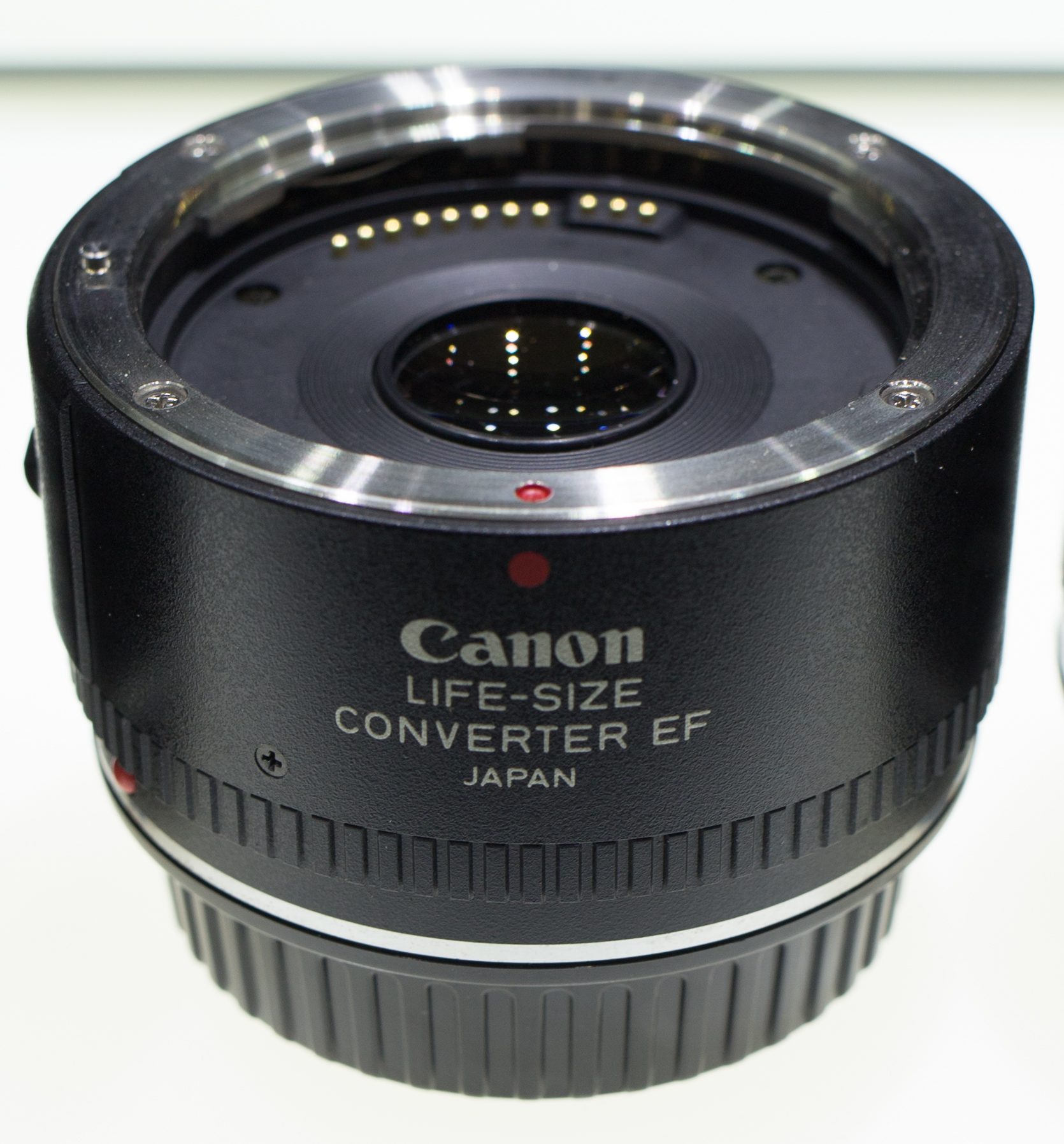
Convertidor Canon LIFE-SIZE per a la macro compacta EF50mm f/2.5 per obtenir un augment de fins a 1:1

La lent anomenada macro compacta EF50mm f/2.5 és una lent del tipus macro relativament econòmica que compta amb una distància d'enfocament mínima de 23 cm (9 polzades) la qual ens ofereix un augment màxim de 0,5x la mida real. Els revisors de lents la descriuen amb una qualitat de construcció "decent"/"nivell mitjà", amb molt bon contrast i color, i una distorsió "absolutament insignificant", bastant nítida després de f/4 i un rendiment màxim a f/5,6. Tot i això, l'enfocament automàtic és relativament lent i sobre tot sorollós.
L'augment màxim de la lent de 0,5x vol dir que aquesta lent serveix millor per fotografiar documents, productes i objectes com a mínim de 5 cm (2 polzades) d'ample que els petits insectes, etc. El canó exterior està acanalat per tal d'acceptar el flaix d'anell del tipus MR-14 creat per Canon el qual es pot utilitzar com a font de llum principal per a primers plans o sinó com a il·luminació de farciment en l'eix per a retrats. El diafragma de sis fulles ens proporciona un desenfocament fora de focus (bokeh) suficientment bo per treballar el retrat.
Aquest objectiu va ser introduït per primera vegada l'any 1987, és el més antic de la línia actual de Canon (A Gener 2014 ) el qual encara el trobem disponible nou. La lent està construïda a partir d'un cos de plàstic i una muntura metàl·lica, i inclou una finestra de distància amb un índex d'infrarojos i marques d'ampliació. El convertidor de mida natural EF opcional és capaç d'adaptar la lent per tal de produir un augment màxim d'1:1. El fet de col·locar el convertidor fa que augmenti la distància focal de la lent a 70 mm, redueixi l'obertura màxima a f/3,5 i per acabar limiti el rang focal. Les marques d'ampliació del convertidor es mostren al canó interior de la lent (extensible).

## Especificacions
| Atribut                            | f 1.0L USM             | f 1.2L USM             | f 1,4 USM              |
| ---------------------------------- | ---------------------- | ---------------------- | ---------------------- |
| Imatge                             |                        |                        |                        |
| Característiques clau              |                        |                        |                        |
| Compatible amb fotograma complet   | Sí                     | Sí                     | Sí                     |
| Estabilitzador d'imatge            | No                     | No                     | No                     |
| Motor d'ultrasons                  | Sí                     | Sí                     | Sí                     |
| Motor pas a pas                    | No                     | No                     | No                     |
| Sèrie L                            | Sí                     | Sí                     | No                     |
| Òptica difractiva                  | No                     | No                     | No                     |
| Macro                              | No                     | No                     | No                     |
| Dades tècniques                    |                        |                        |                        |
| Apertura (màx-min)                 | f 1,0- f 16            | f 1,2- f 16            | f 1,4- f 22            |
| Construcció                        | 9 grups / 11 elements  | 6 grups / 8 elements   | 6 grups / 7 elements   |
| # de fulles de diafragma           | 8                      | 8                      | 8                      |
| Distància d'enfocament més propera | 2 peus / 0,6 m         | 1.5 peus / 0,45 m      | 1.5 peus / 0,45 m      |
| Màx. augment                       | 0,11x                  | 0,15x (1:6,6)          | 0,15x (1:6,6)          |
| Angle de visió horitzontal         | 40°                    | 40°                    | 40°                    |
| Angle de visió diagonal            | 46°                    | 46°                    | 46°                    |
| Angle de visió vertical            | 27°                    | 27°                    | 27°                    |
| Dades físiques                     |                        |                        |                        |
| Pes                                | 2.2 lliures / 985 g    | 1.2 lliures / 545 g    | 0,6 lliures / 290 g    |
| Diàmetre màxim                     | 3,6 polzades / 91,5 mm | 3,6 polzades / 85,8 mm | 2,9 polzades / 73,8 mm |
| Llargada                           | 3,2 polzades / 81,5 mm | 2,6 polzades / 65,5 mm | 2,0 polzades / 50,5 mm |
| Diàmetre del filtre                | 72 mm                  | 72 mm                  | 58 mm                  |
| Accessoris                         |                        |                        |                        |
| Parasol de la lent                 | ES-79II                | ES-78                  | ES-71II                |
| Cas anterior                       | -                      | -                      | ES-C9                  |
| Caixa                              | LP1216                 | LP1214                 | LP1014                 |
| Informació al detall               |                        |                        |                        |
| Data de publicació                 | setembre de 1989       | gener de 2007          | juny de 1993           |
| Actualment en producció?           | No                     | Sí                     | Sí                     |
| MSRP $                             | $ 4210                 | $ 1599                 | $520                   |

| Imatge                             |                        |                        |                        |                        |
| Característiques clau              |                        |                        |                        |                        |
| Compatible amb fotograma complet   | Sí                     | Sí                     | Sí                     | Sí                     |
| Estabilitzador d'imatge            | No                     | No                     | No                     | No                     |
| Motor d'ultrasons                  | No                     | No                     | No                     | No                     |
| Motor pas a pas                    | No                     | No                     | Sí                     | No                     |
| Sèrie L                            | No                     | No                     | No                     | No                     |
| Òptica difractiva                  | No                     | No                     | No                     | No                     |
| Macro                              | No                     | No                     | No                     | Sí (1:2)               |
| Dades tècniques                    |                        |                        |                        |                        |
| Apertura (màx-min)                 | f 1,8- f 22            | f 1,8- f 22            | f 1,8- f 22            | f 2,5- f 32            |
| Construcció                        | 5 grups / 6 elements   | 5 grups / 6 elements   | 5 grups / 6 elements   | 8 grups / 9 elements   |
| # de fulles de diafragma           | 5                      | 5                      | 7                      | 6                      |
| Distància d'enfocament més propera | 1.5 peus / 0,45 m      | 1.5 peus / 0,45 m      | 1.15 peus / 0,35 m     | 0,749 peus / 0,228 m   |
| Màx. augment                       | 0,15x (1:6,6)          | 0,15x (1:6,6)          | 0,21x (1:4,8)          | 0,50x (1:2)            |
| Angle de visió horitzontal         | 40°                    | 40°                    | 40°                    | 40°                    |
| Angle de visió diagonal            | 46°                    | 46°                    | 46°                    | 46°                    |
| Angle de visió vertical            | 27°                    | 27°                    | 27°                    | 27°                    |
| Dades físiques                     |                        |                        |                        |                        |
| Pes                                | 0,4 lliures / 190 g    | 0,3 lliures / 130 g    | 0,3 lb / 159 g         | 0,6 lliures / 280 g    |
| Diàmetre màxim                     | 2,6 polzades / 67,4 mm | 2,6 polzades / 68,2 mm | 2,7 polzades / 69,2 mm | 2,7 polzades / 67,6 mm |
| Llargada                           | 1,7 polzades / 42,5 mm | 1,6 polzades / 41 mm   | 1,5 polzades / 39,3 mm | 2,5 polzades / 63 mm   |
| Diàmetre del filtre                | 52 mm                  | 52 mm                  | 49 mm                  | 52 mm                  |
| Accessoris                         |                        |                        |                        |                        |
| Parasol de la lent                 | ES-65 o ES-65 III      | ES-62AD                | ES-68                  | n/a                    |
| Cas anterior                       | ES-C9                  | ES-C9                  | -                      | ES-C9                  |
| Caixa                              | LP1014                 | LP1014                 | LP1014                 | LP814                  |
| Informació al detall               |                        |                        |                        |                        |
| Data de publicació                 | març de 1987           | desembre de 1990       | maig 2015              | desembre de 1987       |
| Actualment en producció?           | No                     | Sí                     | Sí                     | Sí                     |
| MSRP $                             |                        | $130                   | 125 $                  | 299 $                  |